# Corydalis pingwuensis
Corydalis pingwuensis är en vallmoväxtart som beskrevs av Cheng Yih Wu. Corydalis pingwuensis ingår i släktet nunneörter, och familjen vallmoväxter. Inga underarter finns listade i Catalogue of Life.